# 真太郎
真太郎（しんたろう、1983年11月5日 - ）は、日本のドラマー。滋賀県大津市出身。UVERworldのメンバー。既婚者。血液型はO型。

## 概要
父が趣味でジャズドラムを嗜んでおり、中学2年の文化祭の時にドラムスを始める。
16歳の頃、ボーカルTAKUYA∞からのスカウトをきっかけに、2000年に結成されたUVERworldの前身『SOUND極ROAD』に加入。2003年に現在のバンド名に改名し、2005年にシングル「D-tecnoLife」でメジャーデビュー。
主にドラムス担当だが、レコーディングでは一部楽曲でパーカッションも演奏しているほか、5thアルバム『LAST』ではコーラスもクレジット併記されている。
2016年にFuture SEVENで行われた『SONIC ACADEMY FES 2016』に講師として登壇し、翌年の2017年に開催された『SONIC ACADEMY FES EX 2017』にも講師として登壇した。
自身のルーツとするドラマーにはHi-STANDARDの恒岡章、BACK DROP BOMBの有松益男などを挙げており、主観的に他の人とは違う魅力を感じているという。また、自身の理想とするサウンド像については「キックがデカく、スネアはバシッときて、シンバルはうるさくない。ボトムがしっかり出ている感じ」と語っている。UVERworldの楽曲のバリエーションが広がるにつれ、色々なサウンドやスタイルに対応する必要が出てくるが、そこだけは常に大事にしているという。UVERworldの楽曲のうち、演奏が難しいと感じるものとして、「the truth」を挙げている。
2017年2月12日に一般女性との入籍を発表した。

## 作品

### 参加作品
- JELLY→
  - +×（ドラムス）[8]

## 使用機材
ドラムセット
- Pearl MASTERS 6PLY MAPLE
- dw Collectors Kit
- SAKAE Maple Prototype kit
- SAKAE Almighty Maple

電子ドラム
- Roland V-Drums（打ち込み系の音を専用のハードウェア音源に読み込ませてライブで使用）[9]

シンバル
- SABIAN（Pearlとセット）
- PAiSTe（Pearlとセット）
- Zildjian（SAKAEとセット）